# Neckertal
Neckertal ist eine politische Gemeinde im Wahlkreis Toggenburg des Schweizer Kantons St. Gallen. Sie entstand am 1. Januar 2009 durch die Fusion der damaligen Gemeinden Brunnadern, Mogelsberg und St. Peterzell und wurde per 1. Januar 2023 um die bisherigen Gemeinden Oberhelfenschwil und Hemberg erweitert.

## Fahne und Wappen
Unter den fünf Tannen, welche die ursprünglich fünf Gemeinden St. Peterzell, Brunnadern, Mogelsberg, Oberhelfenschwil und Hemberg symbolisieren, fliesst der Necker. Überhöht sind die Tannen von einer Sonne.

## Geschichte
Das Gebiet der Gemeinde Neckertal stand im Spätmittelalter unter Herrschaft der Grafschaft von Toggenburg und gelangte mit dem Toggenburg 1468 an die Fürstabtei St. Gallen. 1798 kam es zum Kanton Säntis, und seit 1803 gehört es zum Kanton St. Gallen. Mit der Gründung des Ringkantons erfolgte auch die Schaffung der politischen Gemeinden. Bis 2002 gehörten Brunnadern und St. Peterzell zum Bezirk Neutoggenburg, Mogelsberg hingegen zum Bezirk Untertoggenburg.
In der Abstimmung vom 21. Oktober 2007 stimmten die Einwohner der drei Gemeinden Brunnadern, St. Peterzell (mit Wald-Schönengrund) und Mogelsberg (mit Nassen, Necker, Hoffeld, Ebersol und Dicken) für eine Fusion, die per 1. Januar 2009 vollzogen wurde. Der Name der neuen Gemeinde leitet sich ab vom Fluss Necker, an dessen Mittellauf sie liegt. Ende 2010 hatte die politische Gemeinde Neckertal 4130 Einwohner.
Am 1. Januar 2023 stiessen die bisherigen Gemeinden Oberhelfenschwil und Hemberg zur Gemeinde Neckertal.
→ siehe auch: Abschnitte Geschichte in den Artikeln Brunnadern SG, Hemberg SG, Mogelsberg, Oberhelfenschwil und St. Peterzell.

## Geografie
Neckertal liegt in einem östlichen Seitental der Thur. Die Nachbargemeinden sind Nesslau, Ebnat-Kappel, Wattwil, Lichtensteig, Bütschwil-Ganterschwil, Lütisburg und Degersheim im Kanton St. Gallen sowie Schwellbrunn, Schönengrund und Urnäsch im Kanton Appenzell Ausserrhoden.

## Verkehr
Durch die Gemeinde Neckertal führt die Hauptstrasse 8 von Herisau über Waldstatt nach Wald-Schönengrund und westlich weiter über die Wasserfluh nach Lichtensteig und Wattwil. Eine weitere Hauptverbindung besteht dem Necker entlang nach Ganterschwil und weiter nach Wil.
Seit dem 3. Oktober 1910, der Eröffnung des Wasserfluhtunnels der Bodensee-Toggenburg-Bahn (BT), ist die Gemeinde Neckertal mit den Bahnhöfen Brunnadern-Neckertal und Mogelsberg an das Netz der heutigen Schweizerischen Südostbahn (SOB) angebunden.

## Sehenswürdigkeiten

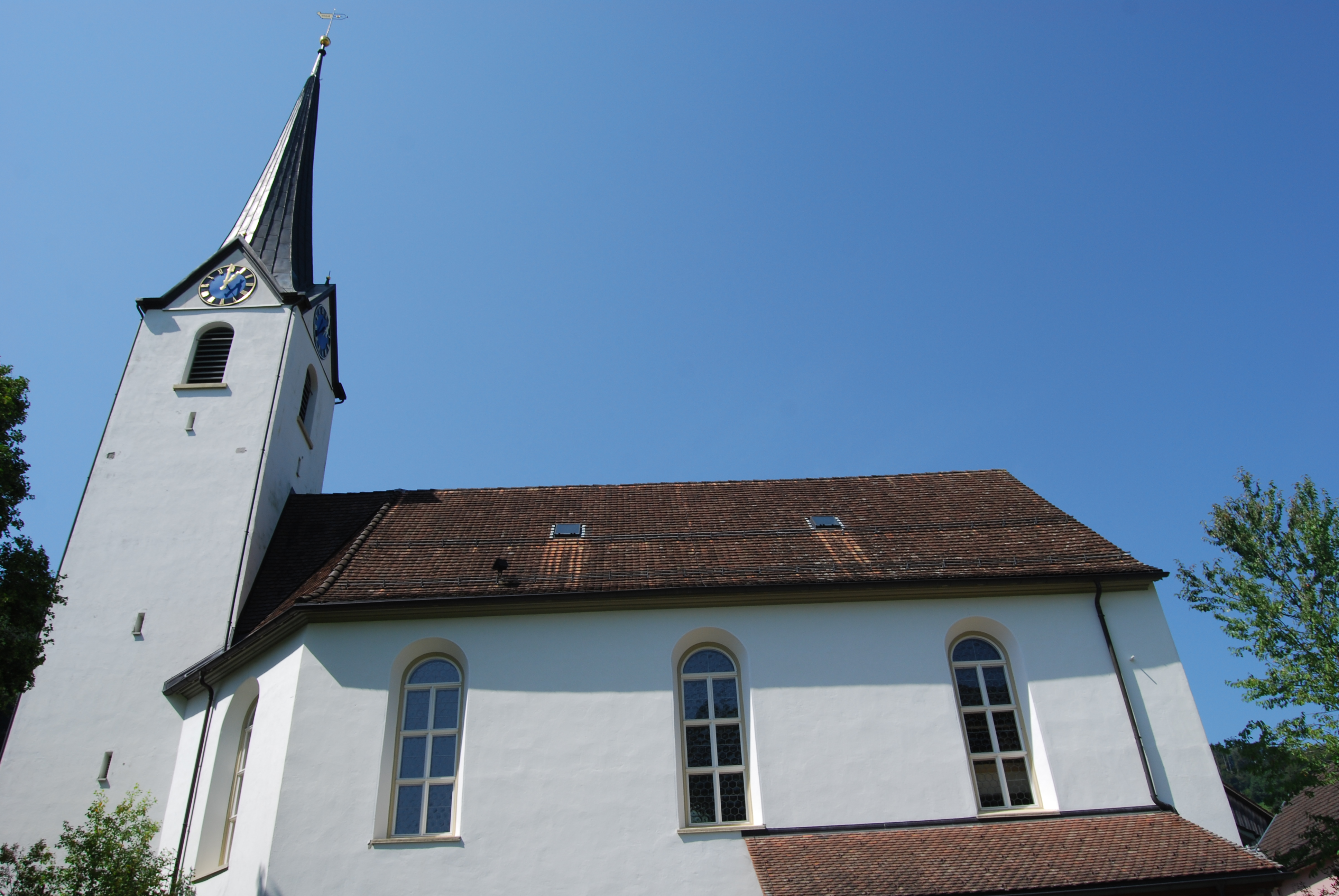
Reformierte Kirche Brunnadern
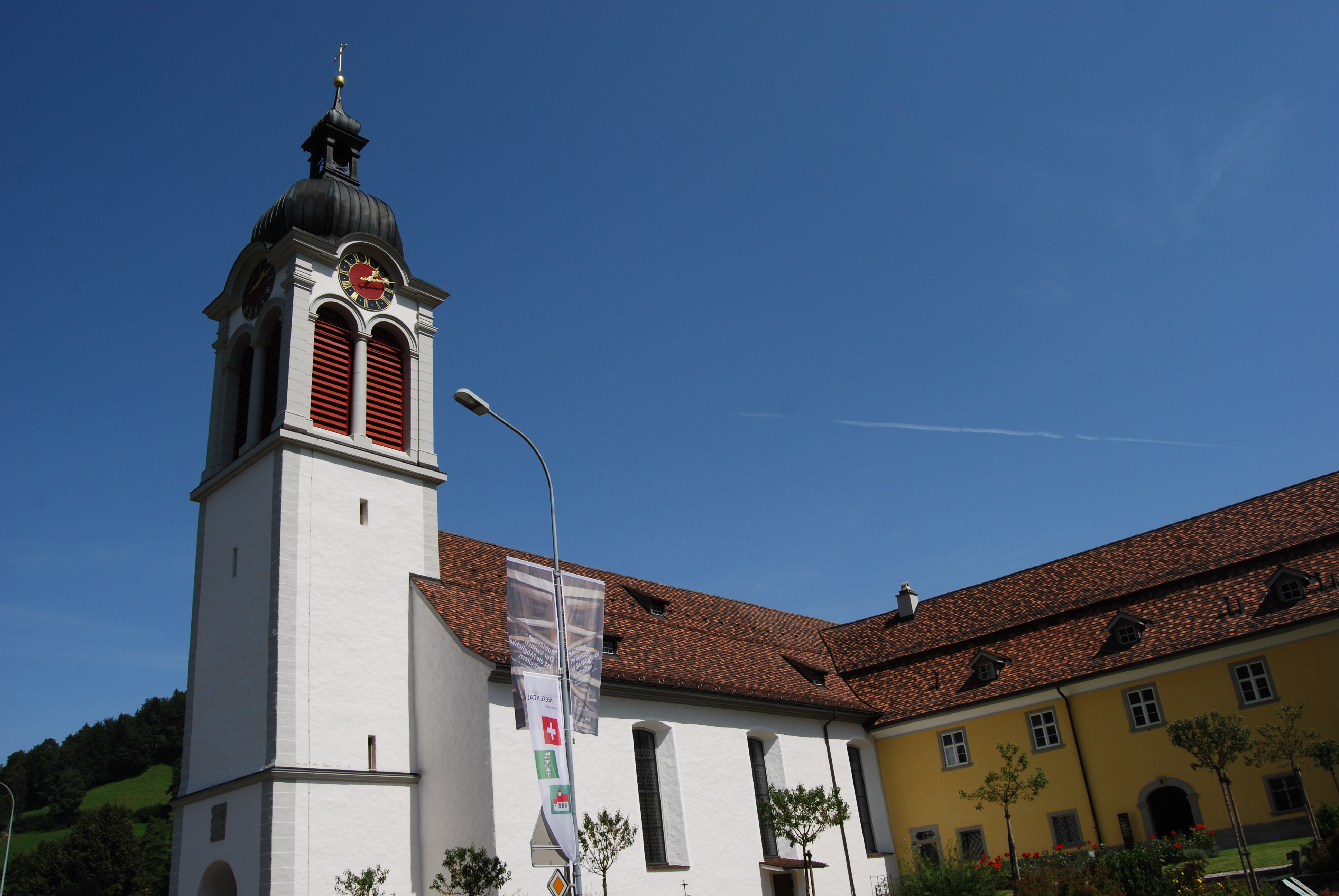
Katholische Kirche von St. Peterzell
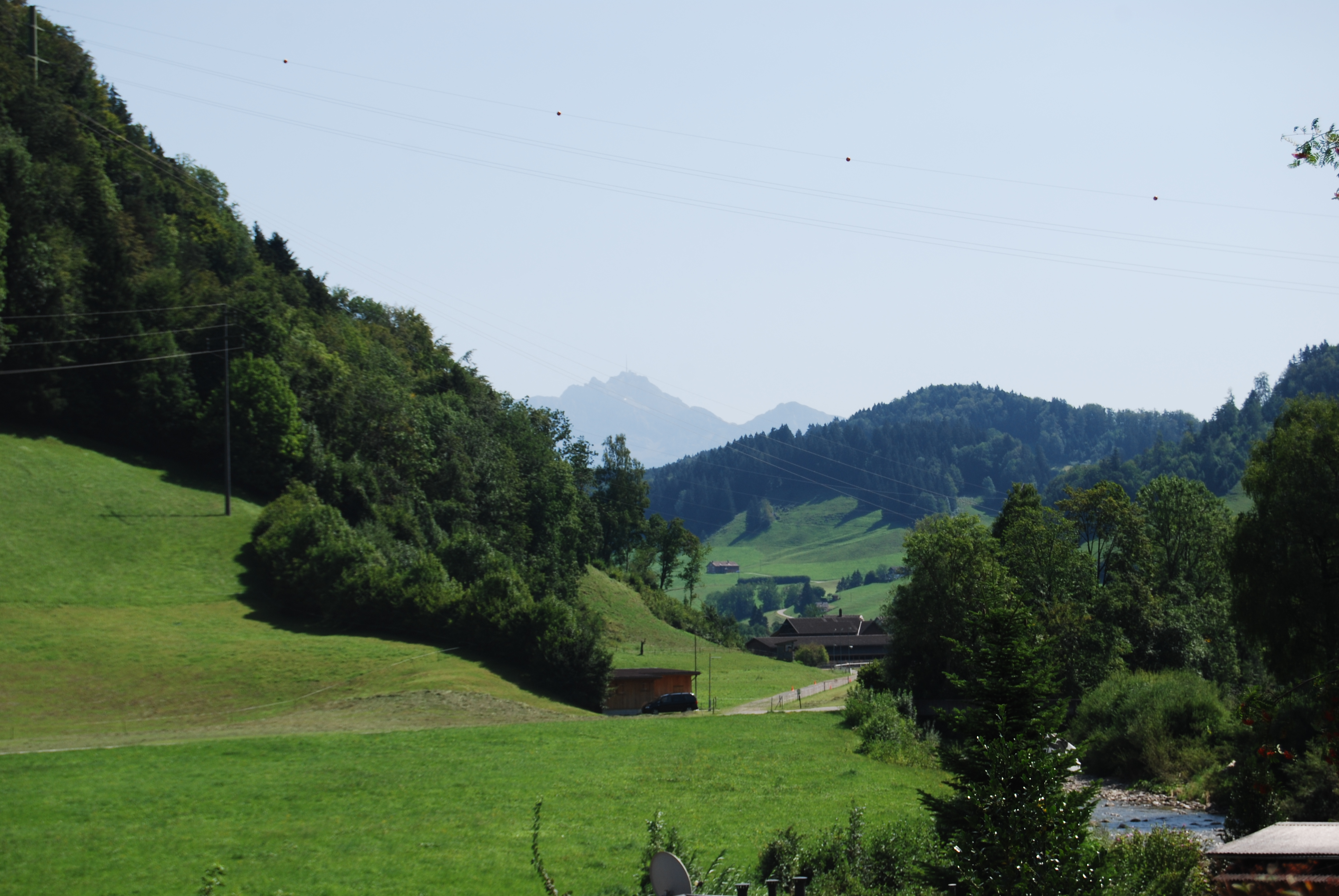
Necker bei Brunnadern

→ siehe auch: Abschnitte Sehenswürdigkeiten in den Artikeln Brunnadern SG, Mogelsberg und St. Peterzell.